# Televizija Zapad
Televizija Zapad je lokalna komercijalna televizija iz grada Zaprešića u Republici Hrvatskoj.
S prikazivanjem započinje 2009. s radom kao lokalna kabelska televizija. 15. lipnja 2015. prelazi u televiziju sa zemaljskim antenskim emitiranjem putem zemaljskog signala. Sadržaj je u potpunosti okrenuti mjesnim temama, ljudima i događajima grada Zaprešića.

## Pokrivenost
Signal televizije dostupan je na širemu području Zaprešića što uključuje grad Zaprešić te općine Bistra, Brdovec, Dubravica, Jakovlje, Luka, Marija Gorica i Pušća. Televizija Zapad svoj program prikazuje i putem interneta.

## Program
Televizija Zapad svoj program prikazuje od 7 sati ujutro do ponoći, a prevladavaju domaće emisije. Najpopularnije emisije Televizije Zapad su Vijesti, Našim krajem, Zicer, Kak je lepi naš kraj, Veliki i mali, Bakina kuhača, Ritam zapada, Zapadna strana i ostale.

## Vanjske poveznice
- Službene stranice
- Službena stranica na Facebooku